# Cambio de nombre

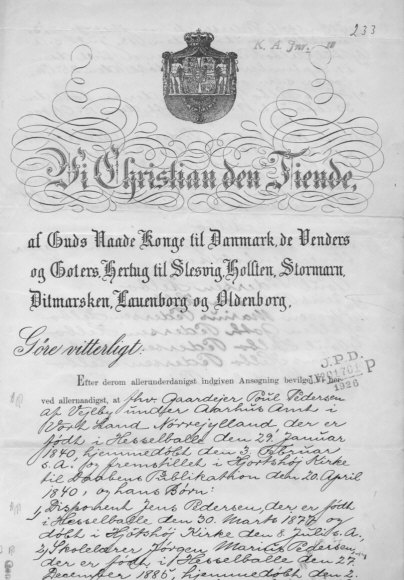
Certificado de cambio de nombre emitido por Christian X de Dinamarca en 1917

El cambio de nombre es un acto, reconocido en la mayoría de todos los sistemas jurídicos, que permite legalmente que un individuo adopte un nombre diferente al nombre que le fue dado en el nacimiento, casamiento, o adopción. Los procedimientos y facilidades para cambiar el nombre dependen de cada Estado. Por lo general, los Estados que siguen la tradición del Common law (Derecho anglosajón) poseen pocas limitaciones respecto a cambios de nombre, mientras que los sistemas de Derecho continental tienden a ser más restrictivos.